# Heinrich Adolph Meyer
Heinrich Adolph Meyer (* 11. September 1822 in Hamburg; † 1. Mai 1889 in Forsteck bei Kiel) war ein deutscher Fabrikant, Meereskundler und Politiker.

## Leben
Mit 16 Jahren trat Heinrich Adolph in die Firma seines Vaters, des Stockfabrikanten Heinrich Christian Meyer, den alle nur „Stockmeyer“ genannt hatten, ein und lernte hier schon in jungen Jahren sämtliche Arbeitsgänge in der damals größten und modernsten Fabrik Hamburgs, in der zum ersten Mal in der Geschichte der Hansestadt die Dampfkraft industriell zum Einsatz kam, kennen. Nur wenige Jahre später, 1841, schickte ihn Stockmeyer mit dem Auftrag in die Vereinigten Staaten von Amerika, in der Nähe von New York ein Tochterunternehmen zu gründen, das Fischbeinprodukte für den amerikanischen Markt produzieren sollte. Nachdem Heinrich Adolph diese Aufgabe zur Zufriedenheit des Vaters gelöst hatte, verließ er 1844 Amerika und kam nach Hamburg zurück. Als der Vater vier Jahre später starb, übernahm Heinrich Adolph gemeinsam mit seinem Schwager Friedrich Traun 1848 die Leitung der Firma, in die wenig später auch der jüngere Bruder Heinrich Christian eintrat.
Als der Amerikaner Charles Goodyear 1850 ein Patent zur Herstellung von Hartgummi angemeldet hatte, befürchtete man, dass dieses neue Produkt eine erhebliche Konkurrenz für das herkömmliche Fischbein sein könnte. Die Firma erwarb deshalb 1851 das Patent und stellte in den folgenden Jahren zahlreiche Versuche damit an. Diese Experimente zeigten zwar, dass Hartgummi keinesfalls Fischbein vom Markt verdrängen könne, sie machten aber deutlich, dass sich  daraus hervorragend Kämme produzieren ließen.
1856 gründete der jüngere Bruder Heinrich Christian gemeinsam mit Johannes Bücking und H. W. Maurien die „Harburger Gummi-Kamm-Compagnie“, die zur Firma H.C Meyer jr. gehörte. Heinrich Adolph trat 1864 aus dem Unternehmen aus und gründete einen eigenen Betrieb für Elfenbeinprodukte in Hamburg-Barmbek. Er unterhielt ein Kontor in Sansibar, von wo aus große Karawanen ins Innere Afrikas entsandt wurden. Knapp neun Jahre später, 1873, nahm er seinen Schwager Heinrich Westendarp in die Geschäftsleitung auf und übergab ihm schließlich 1889 den gesamten Betrieb.
Heinrich Adolph Meyer war nicht nur ein erfolgreicher Fabrikant, er war auch politisch tätig und gehörte 1848/49 der Verfassunggebenden Versammlung (Hamburger Konstituante) für Hamburg an. Bei der Reichstagswahl 1877 und der schon ein Jahr später stattfindenden Reichstagswahl 1878 wurde er im Wahlkreis Schleswig-Holstein 3 (Schleswig – Eckernförde) zum Abgeordneten des Reichstages gewählt, dem er bis 1881 in der Fraktion der Deutschen Fortschrittspartei angehörte.
Das eigentliche Interesse Meyers galt jedoch der Meeresforschung. Obwohl er kein ordentliches Hochschulstudium absolviert hatte, schrieb er – häufig gemeinsam mit Karl August Möbius – bemerkenswerte Bücher über den Tierbestand der Kieler Bucht sowie über Schnecken und Muscheln der Ostsee. Dabei beschäftigte er sich insbesondere mit den physikalischen Eigenschaften des Meeres. So stellte er fest, dass die Temperatur und der Salzgehalt der Ostsee von Jahr zu Jahr erheblichen Schwankungen unterworfen waren und dass davon der Fischbestand dieses Binnenmeeres in einer besonderen Weise abhing. Zu seiner Zeit gab es noch keine vergleichbaren Studien, auf die er sich hätte stützen können. Aus diesem Grunde entwickelte Meyer ein vollkommen neues Beobachtungs- und Messverfahren. Von Kiel bis Helsingør in Dänemark richtete er Beobachtungsstationen ein und unternahm selbst kleine Forschungsreisen in den Belt. Die von ihm benutzten Geräte hatte Heinrich Adolph selbst entwickelt.
Im Jahre 1869 rief der preußische Staat eine Kommission zur Untersuchung deutscher Meere ins Leben und wählte ihn zu dessen Vorsitzendem. Außerdem war er Mitglied des Verwaltungsrates des Zoologischen Gartens in Hamburg und erhielt für seine Verdienste für die Meeresforschung schon 1866 von der Kieler Universität den akademischen Grad eines Dr. phil h. c. verliehen. Im Jahr 1866 wurde er zum Mitglied der Leopoldina gewählt.

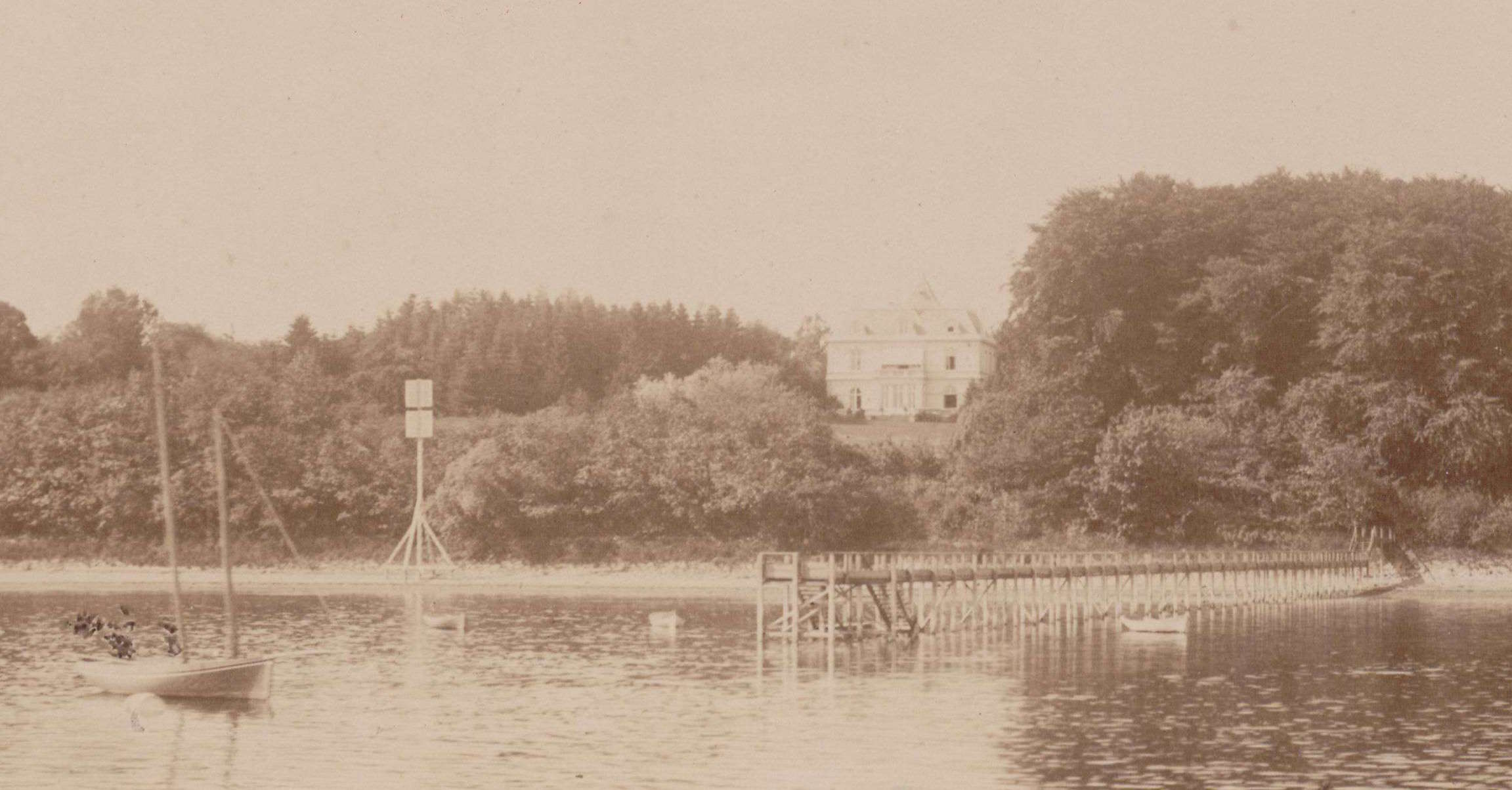
Villa Forsteck (um 1895)

In der Nähe von Kiel ließ sich Meyer ein großes gastliches Haus bauen, in das er und seine Frau Marie Künstler und Wissenschaftler von Rang einluden. Theodor Fontane verfasste über das Haus Forsteck ein Gedicht und hinterließ darüber sogar eine unvollendete Erzählung. Zu den Gästen zählten auch die Pianistin Clara Schumann, der Komponist Johannes Brahms, der Schriftsteller Klaus Groth und der Innenminister der USA, Carl Schurz, der ein Schwager der Hausherrin war. Das Haus wurde 1944 bei einem Bombenangriff schwer beschädigt und bis auf einige noch sichtbare Mauerreste abgerissen; auf dem Gelände wurde 1957 der Kieler Diederichsenpark angelegt.

## Werke
- Mit Karl Möbius: Die Fauna der Kieler Bucht. Wilhelm Engelmann, Leipzig
  - 1. Band, Die Hinterkiemer oder Opistobranchia der Kieler Bucht, 1865, (Digitalisat)
  - 2. Band, Die Prosobranchia und Lamelibranchia der Kieler Bucht, 1872, (Digitalisat)
- Untersuchungen über physikalische Verhältnisse des westlichen Theiles der Ostsee. Schwers’sche Buchhandlung, Kiel 1871, (Digitalisat)
- Zur Physik des Meeres. Beobachtungen über Meeresströmungen, Temperatur und specifisches Gewicht des Meereswassers während der Nordseefahrt vom 21. Juli bis 9. September 1872. In: Karl Möbius u. a. (Hrsg.): Jahresbericht der Commission zur Wissenschaftlichen Untersuchung der Deutschen Meere in Kiel. Band II. Wiegandt, Hempel und Parey, Berlin 1875, S. 1–42 (Digitalisat).
- Periodische Schwankungen des Salzgehaltes im Oberflächenwasser der Ost-see und der Nordsee (1885)
- Elfenbein. Eigenverlag, Hamburg 1889, (Darstellung des Elfenbeinhandels der Firma Heinr. Ad. Meyer aus Anlaß der Gewerbe– und Industrieausstellung 1889 in Hamburg, Digitalisat)
- Erinnerungen an Heinrich Christian Meyer. Für die Familie gesammelt von seinem Sohne. Eigenverlag, Hamburg 1887, (Digitalisat).
- Erinnerungen an Dr. H. A. Meyer. Nach seinen eigenen Aufzeichnungen. Hamburg, Eigenverlag, 1890.
- Erinnerungen an Heinrich Christian Meyer –Stockmeyer-. Für die Familie gesammelt von Heinrich Ad. Meyer. Hamburg 1900